# Spinuș (gmina)
Spinuș – gmina w Rumunii, w okręgu Bihor. Obejmuje miejscowości Ciulești, Gurbești, Nădar, Săliște i Spinuș. W 2011 roku liczyła 1285 mieszkańców.